# 1,8-ジアザフルオレン-9-オン
1,8-ジアザフルオレン-9-オン（1,8-diazafluoren-9-one, DFO）は、多孔質表面上の指紋の採取に使われる複素環式化合物である。青緑色の光をあてることで、指紋が浮かび上がる。これはDFOがアミノ酸と反応し、強い蛍光物質を形成するためである。～470 nmの励起波長で、～570 nmの発光を呈する。